# Rybjerg Sogn
Rybjerg Sogn er et sogn i Salling Provsti (Viborg Stift).
I 1800-tallet var Rybjerg Sogn anneks til Roslev Sogn. Rybjerg Sogn hørte til Nørre Herred, mens Roslev Sogn var delt mellem Nørre Herred og Harre Herred (begge i Viborg Amt). Roslev-Rybjerg var én sognekommune, men blev senere to selvstændige sognekommuner. Ved kommunalreformen i 1970 blev både Roslev og Rybjerg indlemmet i Sallingsund Kommune, som ved strukturreformen i 2007 indgik i Skive Kommune.
I Rybjerg Sogn ligger Rybjerg Kirke.
I sognet findes følgende autoriserede stednavne:
- Hestbæk (bebyggelse)
- Ilbjerg (bebyggelse, ejerlav)
- Kirkeby (bebyggelse, ejerlav)
- Moseknolde (bebyggelse)
- Rybjerg (bebyggelse, ejerlav)
- Rælling (bebyggelse)
- Yttrup (bebyggelse, ejerlav)